# 希勒尔长老
希列（希伯來語：הִלֵּל；公元前113年—公元8年），又称大希列（Hillel HaGadol, Hillel the Great） 、希列長老（Hillel HaZaken,  Hillel the Elder）、巴比倫的希列（Hillel HaBavli, HaBavli, Hillel the Babylonian） ，是犹太教宗教领袖，《米示拿》和《塔木德》发展中的重要拉比，是《米示拿》中的坦拿，是猶太教希列學派的创始人。
猶太傳統中，認為希列如摩西一般，活了120歲。

## 生平
《塔木德》中，希列生在巴比伦，父系是便雅悯支派，母系來自大卫家。
猶太史家約瑟夫斯談及希列曾孙迦玛列出身顯赫时，可能是指該家族的榮耀归功于希列和迦玛列。 提到希列的兄弟舍伯那（Shebna），只說他是个商人，而希列在木匠工作之餘，致力學習妥拉。
希列生活在大希律王與奥古斯都帝国时期的耶路撒冷。在《米德拉什》中，希列的生平与摩西相提并论。希列40岁时前往以色列地，度过了40年的学习时光；在生命的最后的40多年，希列成为犹太人的精神领袖。 可以推測，希列在生命的巅峰时期前往耶路撒冷，并活到了很大的年纪。他的40年领导职位可能涵盖了公元前30年至公元10年的时期。
《米示拿》中，希列在公元前70年，約40岁时，前往耶路撒冷学习妥拉解释和传统。希列歷經困難，才进入Sh'maya和Abtalion門下，并學習中遭受磨難，《塔木德》亦有所记载。 其後，希列成功解决了牲祭相關的问题，凸顯自己比當時猶太公會領袖Bnei Bathyra家族更將聰慧。《米示拿》中，Bathyra家族自愿辞去了長老一頭銜，让给希列。因此，希列成為法利赛人中的最高权威。希列與艾赛尼派的米拿现學派合作（可能是约瑟夫斯提到与大希律王有关的艾赛尼派的米拿现），后来与猶太公會合作。
根据《耶路撒冷塔木德》，希列長老有80对门徒，其中最伟大的是約拿單·本·烏薛，成就最末的是約哈蘭·本·撒該。
希列的权威足以制定以他為名的法令，最著名的法令之一是《普洛兹布》。尽管有根据安息年，取消债务的法令，但《普洛茲布》豁免債務人的安息年免債資格。《普洛茲布》法令的动机是"修复世界"，即修复社会秩序。因安息年取消債務法，多數富人恐懼無法回收債權，會拒絕在接近安息年時出借貸款，結果窮人反而無法借錢度日。而《普洛茲布》藉由保护债权人免受财产损失，從而避免窮人無法在接近安息年時取得貸款。希列的另一項法令，涉及房屋销售，亦有类似作法。这两项法令是以希列的名义传下来的代表性制度。透過闡釋《猶太婚姻家事法》（Ketubah），希列處理了亞歷山大人的身份法爭議。
根据《米德拉什》，希列活到了120岁，就像摩西、約哈蘭·本·撒該和拉比阿奇巴一样。

## 哈拉卡
少数的口傳律法以希列的名义流傳下來，但多數古老的匿名传统文学會归功于希列或希列的老师。希列制定了《塔木德》與口傳律法的释经法，即“希列七律”（英語：Seven Rules of Hillel）。他在战胜Bnei Bathyra家族的過程中，应用了七律。 “希列七律”為古代猶太释经學立下里程碑。

### 希列學派

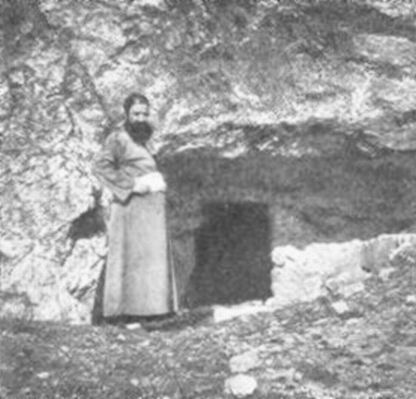
希列的墓，大约1900年

希列的门徒通常被称为“希列學派”，與沙邁的沙邁學派針鋒相對。兩派争论涉及犹太法的各分支。

### 希列三明治
逾越节期间，人们会重現《哈加达》中古老习俗。在三明治的環節，人們會用两片無酵餅夾苦菜吃，即希列三明治（Korech/Hillel's sandwich）。食用時，以希伯来语祝禱：「这是对希列在圣殿时代的纪念──当圣殿存在时，希列就这样做了：他裹了逾越節羊羔肉、無酵餅和苦菜來吃，因為經上記著：『要用無酵餅與苦菜和逾越節的羊羔同吃。』」
當代，没有逾越節羊羔时，《巴比伦塔木德》要求效仿希列，制作餅和苦菜（maror）的三明治；苦菜，可以是生菜、菊苣或辣根。
如果使用生菜或菊苣作為苦菜，則在吃三明治前，先將苦菜浸入傳統水果泥（Charoset）。傳統水果泥（Charoset），是一種切碎水果和堅果的甜混合物。德系猶太人的傳統水果泥（Charoset）通常由蘋果、核桃、紅酒、肉桂和蜂蜜製成。
如果使用辣根作為苦菜，在德系猶太家庭中，辣根不能浸泡在傳統水果泥中。因此，习惯上是将一片餅當作底部，抹上辣根苦菜，再覆上傳統水果泥，接著再覆盖一片餅，做成三明治。

## 諺語
希列，因两句谚语广为人知：
如果我不为自己，谁会为我？而只为自己，'我'又是什么？如果不是现在，什么时候呢？

If I am not for myself, who will be for me? And being only for myself, what am 'I'?  And if not now, when? 
对恕道或 "黄金律" 的表述：
对你可恨的事，不要对你的同伴做。这就是全部的妥拉，其余的是解释，你去学习吧。

That which is hateful to you, do not do to your fellow. That is the whole Torah; the rest is the explanation; go and learn. 

### 註腳
1. ↑  Pirḳe Avot （页面存档备份，存于）, CUP Archive, 1939, p. 20.
2. ↑  Shulamis Frieman, Who's Who in the Talmud （页面存档备份，存于）, Jason Aronson, Inc., 2000, p. 163.
3. 1 2  Schechter, Solomon; Bacher, Wilhelm. . www.jewishencyclopedia.com.   [2023-08-27]. （原始内容存档于2011-10-17） （英语）. the periods of Hillel's life are made parallel to those in the life of Moses. Both were 120 years old; at the age of forty Hillel went to Palestine; forty years he spent in study; and the last third of his life he passed as the spiritual head of Israel.
4. 1 2  Schechter, Solomon; Bacher, Wilhelm. . www.jewishencyclopedia.com.   [2023-08-27]. （原始内容存档于2011-10-17） （英语）. His activity of forty years is perhaps historical; and since it began, according to a trustworthy tradition (Shab. 15a), one hundred years before the destruction of Jerusalem, it must have covered the period 30 BCE - 10 CE
5. ↑  Ketubot 62b (speaking of Hillel's descendant Judah haNasi)
6. ↑  ; "Vita," § 38
7. ↑  Hertz, J. H. . London: Oxford University Press. 1936.
8. ↑  Sifre, Deuteronomy 357
9. ↑  Yoma 35b
10. ↑  Nedarim 5:6
11. ↑  耶路撒冷塔木德（Nedarim 5:6 [19b]).
12. ↑  申命记 15
13. ↑  Tosefta Ketuvot 4:9; Bava Metzia 104a
14. ↑  . mechon-mamre.org.   [2022-10-13]. （原始内容存档于2023-08-18）.
15. ↑  Rabbi Jay Kelman. . Torah in Motion. 2013-09-25  [2020-01-12]. （原始内容存档于2023-10-06） （英语）.
16. ↑  Daṿid Ḥadad. . Feldheim Publishers. 2007: 48. ISBN 9781583309636.
17. ↑  Ronald L. Eisenberg. . Rowman & Littlefield. 2013: 92. ISBN 9780765709417.
18. ↑  Tosefta Sanhedrin 7 (末尾); Sifra, Introduction, end; Avot of Rabbi Natan 37
19. ↑  . 全國宗教網.   [2023-08-27]. （原始内容存档于2022-07-21） （中文（臺灣））.
20. ↑  民数记 9:11
21. ↑  Rabinowicz, Rachel Anne "Passover Haggadah: The Feast of Freedom" The Rabbinical Assembly, 1982
22. ↑  Zaklikowski, Dovid. . Chabad.   [2023-08-27]. （原始内容存档于2023-08-27）. The sandwich is a comprised of matzah and bitter herbs.
23. ↑  Tomes, Laura. . Hillel International. 2015-04-02  [2023-08-27]. （原始内容存档于2022-12-03）. Hillel the Elder, the 1st century rabbi for whom our movement is named, argued that elements of the Passover Seder, including maror (bitter herbs) and charoset (sweet apples and nuts) should be placed in between two slices of matzah and eaten in a sandwich
24. ↑  Pirkei Avot 1:14, translated Charles Taylor
25. ↑  Babylonian Talmud, Shabbat 31a

### 猶太百科全書
- Jewish Encyclopedia: Hillel （页面存档备份，存于）
- Jewish Encyclopedia: Bet Hillel and Bet Shammai （页面存档备份，存于）

 维基文库中的相關文獻：
- - . . 1905.
  - .  (第11版). London. 1911.
  - . . New York: Robert Appleton Company. 1913.
  - . . 1920.
  - . . 1921.
  - Mishnah

## 外部連結
- "Hillel: Foundations of Rabbinic Culture," Video Lecture by Dr. Henry Abramson （页面存档备份，存于）